# Hieracium burkarii
Hieracium burkarii es una especie de planta con flor del género Hieracium, de la familia Asteraceae, orden Asterales.

## Distribución
Hieracium burkarii se distribuye por Argentina.

## Taxonomía
Fue descrita científicamente por Sleum. Fue publicada en Engl. Bot. Jahrb. 77: 94.